# Kenichi Nishi
Kenichi Nishi (西 健一 Nishi Ken'ichi?, Tokyo, 20 de junio de 1967) es un diseñador de videojuegos japonés que, a través de los años, ha ayudado a fundar un número notable de compañías de videojuegos y actualmente desarrolla videojuegos en Route24, su propia compañía limitada. El número 24 en el título proviene de su nombre: "Ni" (2) y "Shi" (4).

## Carrera
Kenichi Nishi trabajó para Telenet Japan y su compañía subsidaria Riot. Después fue contratado por Square como diseñador de terrenos para dos de sus lanzamientos más grandes. Tras dejar Square en 1995, Nishi ayudó a establecer Love-de-Lic, Inc. con muchos de sus antiguos compañeros de trabajo de Square. Entonces, diseñó dos de los tres lanzamientos de la pequeña compañía: Moon: Remix RPG Adventure y L.O.L.: Lack of Love. También ayudó diseñando y escribiendo el script para el título Incredible Crisis de la Polygon Magic en 1999. Entonces, Nishi cofundó Skip Ltd., una desarrolladora second-party para Nintendo. Actuando como vicepresidente de la compañía, también dirigía GiFTPiA y codirigía Chibi-Robo!. A partir de ahí, no tardó en dejar Skip y fundó Route24 el 23 de febrero de 2006. Nishi sintió que trabajar en grades proyectos con un gran grupo de gente limitaba su libertad diseñando juegos.
En Route24, Nishi y un equipo de otras cuatro personas desarrollaron LOL para Nintendo DS, el cual fue publicado por Skip en 2007. Recientemente trabajó en Newtonica y Newtonica2 para iPhone e iPod Touch con Kenji Eno, entre otros juegos para móvil desarrollados independientemente. En 2010, Nishi expresó interés en el desarrollo de una secuela para Moon: Remix RPG Adventure, preguntando a los fanes para manifestar su apoyo vía Twitter.

## Vida personal
Actualmente, Nishi vive en Meguro, Tokio. Es un fan del rock británico y una vez tuvo un perro llamado Tao, al que utilizó como personaje en algunos de sus videojuegos, incluyendo Moon: Remix RPG Adventure, GiFTPiA, L.O.L.: Lack of Love, Chibi-Robo y Captain Rainbow. Tao murió en octubre de 2009 debido a problemas de riñón. Se dice que Dragon Quest III es el juego favorito de Nishi.

## Videojuegos
- Tenshi no Uta (1991)
- Exile (1991)
- Psycho Dream[11] (1992)
- Chrono Trigger[6] (1995)
- Super Mario RPG[6] (1996)
- Moon: Remix RPG Adventure[6] (1997)
- Incredible Crisis[12] (1999)
- L.O.L.: Lack of Love[6] (2000)
- GiFTPiA[6] (2003)
- Chibi-Robo![6] (2005)
- LOL[6] (2007)
- Captain Rainbow[13] (2008)
- Newtonica[14] (2008)
- Takurou Morinaga DS (2008)
- Newtonica2[12] (2008)
- Wacky World of Sports (2009)
- PostPet DS[15] (2009)
- iCLK (2010)
- geotrion (2010)
- Followars (2010)
- Paper Mario: Sticker Star (2012) - Agradecimientos especiales
- Cobits (2013)